# Далеко на западе
«Далеко́ на За́паде» — советский художественный фильм режиссёра Александра Файнциммера. Героико-приключенческая военная лента по сценарию Георгия Мдивани. Производство киностудии «Мосфильм», 1968 год. Вышел на экраны СССР 26 марта 1969 года.

## Сюжет
Весна 1944 года. Война подходит к концу. Для ремонта потрёпанных союзной авиацией защитных сооружений на побережье Нормандии были доставлены тысячи заключённых концлагерей. На одном из островов небольшая группа узников, возглавляемая полковником Захаровым, готовит восстание.
Ход событий ускорила акция, предпринятая французскими военнопленными. Они забаррикадировались в бункере и были готовы, жертвуя собой, подорвать крепость.
Тогда на всей территории укрепрайона поднялись в бой советские заключённые. Охрана была разоружена, и остров оказался в руках восставших. Вскоре к победителям присоединились бойцы местного Сопротивления, готовые общими усилиями защищать отвоёванный плацдарм.
На сторону союзников переходит немецкий инженер-строитель Бамлер. С его помощью на следующий день удалось обезвредить и арестовать инспекторскую группу во главе с генералом Вилли фон Юргенсом.
Следуя приказу вернуть захваченный остров, германские войска предпринимают попытку высадить десант. После тяжёлого и затяжного боя они вынуждены вернуться назад.
По просьбе бойцов Сопротивления советские инженеры, пользуясь присутствием Бамлера, заминировали весь комплекс немецких укреплений. Бывшие пленные похоронили погибших и на захваченных у противника катерах отправились к линии фронта.

## В ролях
- Николай Крючков — полковник Иван Сергеевич Захаров
- Всеволод Сафонов — комиссар Алексей Карпов
- Николай Мерзликин — Иннокентий Калашников
- Геннадий Юхтин — капитан-артиллерист Сергеев
- Анатолий Соловьёв — инженер Боровой
- Паул Буткевич — инженер-строитель Тауриньш
- Гурам Пирцхалава — техник-строитель Абесадзе
- Владимир Протасенко — Кочергин
- Раднэр Муратов — Мурад
- Глеб Плаксин — Дюваль
- Галина Андреева — Элен
- Андрей Вертоградов — Виктор Жервиль, французский лейтенант
- Зыгмунт Мацеевский — кюре
- А. Сеземан — майор Гро-Куасси
- Антс Лаутер — дедушка
- Улдис Лиелдиджс — майор Бамлер
- Феликс Эйнас — Мюллер
- Хайнц Браун — Хазе, комендант острова
- Вацлав Дворжецкий — генерал Вилли фон Юргенс
- Александр Александровский — фельдмаршал Роммель

## Съёмочная группа
- Автор сценария: Георгий Мдивани
- Режиссёр-постановщик: Александр Файнциммер
- Главный оператор: Леонид Крайненков
- Главный художник: Пётр Киселёв
- Композиторы: Василий Дехтерёв, Вано Мурадели
- Звукооператор: Григорий Коренблюм
- Режиссёр: Л. Брожовский
- Оператор: Владимир Степанов
- Директор картины: Анатолий Фрадис